# Vuokko Hovatta
Vuokko Leena Hovatta (Espoo, 2 settembre 1972) è una cantante finlandese.

## Biografia
Vuokko Hovatta ha studiato violino e pianoforte da bambina, e in seguito ha studiato per tre anni all'Accademia Sibelius. È salita alla ribalta nella seconda metà degli anni '90 come cantante del gruppo pop rock Ultra Bra, con cui ha pubblicato quattro album. Dopo lo scioglimento della band nel 2001, è entrata a far parte dei Tekniikan ihmelapset fino al 2004. Inoltre, nel 1999 si è diplomata all'Accademia teatrale di Helsinki, e da allora recita regolarmente in opere teatrali.
La cantante ha lanciato la sua carriera da solista nel 2008 con la pubblicazione dell'album di debutto Lempieläimiä, che si è rivelato un successo commerciale, raggiungendo la 3ª posizione della top 50 finlandese. È stato seguito due anni dopo da Liaani, che ha raggiunto la top ten, e nel 2013 da Minä rakastan ikuisesti, che si è fermato alla 16ª posizione.
Dal 2012 canta inoltre nel collettivo pop Kerkko Koskinen Kollektiivi, con cui ha pubblicato due album: Kerkko Koskinen Kollektiivi, primo posto in classifica nel 2012, e 2, secondo in classifica nel 2014.

## Discografia

### Album in studio
- 2008 – Lempieläimiä
- 2010 – Liaani
- 2013 – Minä rakastan ikuisesti
- 2015 – Voi kuinka myrsky rauhoittaa (con Aulikki Oksanen e Zarkus Poussa)

### Album dal vivo
- 2018 – Pysykää sängyssä sunnuntaisin (Vuokko Hovatta Kolmisin)

### Singoli
- 1999 – Yö on rakkauden maa (con Irina Milan e Terhi Kokkonen)
- 2002 – Vain yksi suudelma (con Veeti Kallio)
- 2008 – Helise taivas
- 2008 – Lumottu veli
- 2008 – Syleily
- 2008 – Virginia
- 2009 – Yhdessä yössä
- 2010 – Kosketusta vailla vapiseva mies
- 2010 – Päivänsäde ja menninkäinen
- 2013 – Meihin meistä